# Крайот

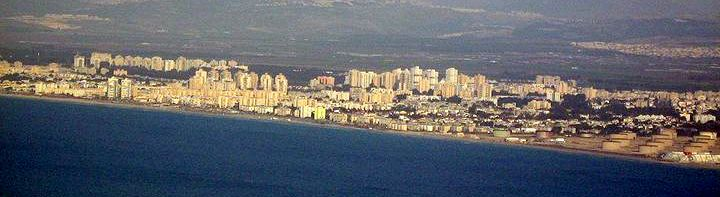
Погляд на Крайот з гори Кармель

32°50′30″ пн. ш. 35°04′17″ сх. д. / 32.8416666767° пн. ш. 35.0713888989° сх. д.
Крайот (івр. הקריות) — кластер з чотирьох передмість заснованих в 1930-ті, на березі Хайфської затоки, на околиці міста Хайфа, Ізраїль. До складу крайот (множина від Кірія) відносяться такі міста: Кір'ят-Ям (нас. 45 000), Кір'ят-Моцкін (нас. 39500), Кір'ят-Бялік (нас. 36800), Кір'ят-Ата (нас. 48900). Також до складу крайот часто відносять райони Хайфи Кір'ят-Хаїм (нас. 40000) та Кір'ят-Шмуель (нас. 6.000, що сповідує ортодоксальний юдаїзм; всередині адміністративної кордону Хайфи).
Помітна частина населення прибула в Крайот після 1990, під час алії з Радянським Союзу та його «спадкоємців». Кількість іммігрантів у Крайот (не рахуючи Кір'ят Хаїм) на кінець 2004 року склала 41,500 осіб.
У 2003, була пропозиція про злиття Крайот і утворення міста, що зветься Зевулун з населенням у 250 000, що зробить його одним з десяти найбільших міст Ізраїлю.